# Els Alamús
Els Alamús, (también conocido como Alamús), es un municipio de la comarca del Segriá, en la provincia de Lérida, comunidad autónoma de Cataluña, España.

## Geografía
Integrado en la comarca del Segriá, en el límite con la Plana de Urgel, se sitúa a 12 kilómetros de la capital provincial. El término municipal está atravesado por la Autovía del Nordeste A-2 en el pK 475, así como por la autovía LL-11, que permite el acceso a la zona oriental de Lérida desde la Autovía del Nordeste. 
El relieve del municipio es predominantemente llano, atravesado por el Canal Auxiliar d'Urgell y algunas acequias para el regadío. La altitud oscila entre los 240 metros al sur y los 185 metros al norte. El pueblo se alza a 212 metros sobre el nivel del mar. 

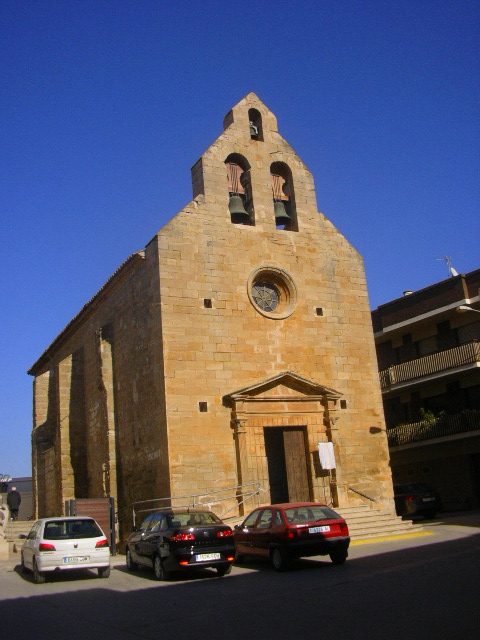
Iglesia parroquial de Alamús.

| Noroeste: Lérida | Norte: Lérida y Bell Lloch | Noreste: Bell Lloch |
| Oeste: Lérida    |                            | Este: Bell Lloch    |
| Suroeste: Lérida | Sur: Torregrosa            | Sureste: Bell Lloch |

### Núcleos de población
| Entidades de población | Habitantes (2009) |
| ---------------------- | ----------------- |
| Alamús (Els)           | 715               |
| Barceloneta (la)       | 22                |
| Vencilló               | 3                 |

## Geografía humana

### Demografía
Cuenta con una población de 800 habitantes (INE 2024).
| Gráfica de evolución demográfica de Els Alamús entre 1842 y 2021 |
| |
| Población de derecho según los censos de población del INE Población de hecho según los censos de población del INEEn estos censos se denominaba Alamús: 1842, 1857, 1860, 1877, 1887, 1897, 1900, 1910, 1920, 1930, 1940, 1950, 1960, 1970 y 1981 |

| 1900 | 1930 | 1950 | 1970 | 1981 | 2016 |
| ---- | ---- | ---- | ---- | ---- | ---- |
| 374  | 532  | 623  | 687  | 654  | 755  |

## Economía
Agricultura de regadío y ganadería